# Otto Emil Hartmann
Otto Emil Hartmann, Otto Emil von Hartmann (ur. 7 sierpnia 1786 w Berlinie - zm. 22 sierpnia 1854 w Berlinie) - pruski dyplomata i konsul generalny.

## Życiorys
Pełnił funkcję ministra-rezydenta/konsula generalnego w Krakowie (1833-1843). Członek Towarzystwa Naukowego Krakowskiego (1836).